# Stefania Spugnini
Stefania Spugnini (Roma, 24 gennaio 1956) è un'attrice italiana.

## Biografia
Esordisce nell'ambito recitativo intorno alla metà degli anni settanta in qualità di caratterista, interpretando piccoli ruoli,fra l'altro ne Il piatto piange e in Profumo di donna; riesce a farsi notare grazie ad Alberto Sordi che la dirige nell'episodio Le vacanze intelligenti del film Dove vai in vacanza? nel ruolo dell'amata figlia Romolina. Pur essendo iniziata da un buon punto di partenza, la carriera di Stefania Spugnini stenta a decollare fino a quando riesce a ottenere il ruolo di Michelina Canà nel film L'allenatore nel pallone e nel seguito L'allenatore nel pallone 2 che la consacrerà definitivamente a ruolo di comprimario e per il quale sarà maggiormente nota al pubblico. Tuttavia, dopo il ruolo ottenuto nei due film con Lino Banfi protagonista, la carriera di Stefania Spugnini è proseguita nuovamente in piccoli ruoli, pur recitando accanto a diversi attori e registi noti.

## Filmografia

### Cinema
- Il piatto piange, regia di Paolo Nuzzi (1974)
- Profumo di donna, regia di Dino Risi (1974)
- Roma violenta, regia di Franco Martinelli (1975)
- La verginella, regia di Mario Sequi (1975)
- Giovannino, regia di Paolo Nuzzi (1976)
- Il ginecologo della mutua, regia di Joe D'Amato (1976)
- Spell (Dolce mattatoio), regia di Alberto Cavallone (1977)
- La via della droga, regia di Enzo G. Castellari (1977)
- Melodrammore, regia di Maurizio Costanzo (1978)
- I gabbiani volano basso, regia di Giorgio Cristallini (1978)
- Questo sì che è amore, regia di Filippo Ottoni (1978)
- Le vacanze intelligenti, episodio di Dove vai in vacanza?, regia di Alberto Sordi (1978)
- L'allenatore nel pallone, regia di Sergio Martino (1984)
- Donne con le gonne, regia di Francesco Nuti (1991)
- Peggio di così si muore, regia di Marcello Cesena (1995)
- Io no spik inglish, regia di Carlo Vanzina (1995)
- Vacanze di Natale '95, regia di Neri Parenti (1995)
- Ritorno a casa Gori, regia di Alessandro Benvenuti (1996)
- Mi fai un favore, regia di Giancarlo Scarchilli (1996)
- La fame e la sete, regia di Antonio Albanese (1999)
- Guardami, regia di Davide Ferrario (1999)
- Il segreto del giaguaro, regia di Antonello Fassari (2000)
- Il nostro matrimonio è in crisi, regia di Antonio Albanese (2002)
- Cuore sacro, regia di Ferzan Özpetek (2005)
- Non prendere impegni stasera, regia di Gianluca Maria Tavarelli (2006)
- L'allenatore nel pallone 2, regia di Sergio Martino (2008)
- La perfezionista, regia di Cesare Lanza (2009)

### Televisione
- Alle origini della mafia, regia di Enzo Muzii (1976)
- I ragazzi del muretto, regia di Tomaso Sherman e Rodolfo Roberti - serie TV, 2 episodi (1991)
- Un commissario a Roma, regia di Ignazio Agosta - serie TV, 1 episodio (1993)
- Il grande fuoco, regia di Fabrizio Costa (1995)
- Il ritorno di Arsenio Lupin, regia di Vittorio De Sisti - serie TV, 1 episodio (1996)
- Mamma per caso, regia di Sergio Martino (1997)
- Un posto al sole (2002)
- Tutti i sogni del mondo, regia di Paolo Poeti (2003)
- Un medico in famiglia, regia di Riccardo Donna e Tiziana Aristarco (1998, 2004)
- Il mio amico Babbo Natale, regia di Franco Amurri (2005)
- Una famiglia in giallo, regia di Alberto Simone (2005) - Episodio 6: Ladro di biciclette
- Distretto di Polizia 8, regia di Alessandro Capone - serie TV,  episodio 8x07 (2008)
- Ho sposato uno sbirro, regia di Giorgio Capitani - serie TV, 1 episodio (2010)